# Municipio de Vergennes (Míchigan)
El municipio de Vergennes (en inglés: Vergennes Township) es un municipio ubicado en el condado de Kent en el estado estadounidense de Míchigan. En el año 2010 tenía una población de 4189 habitantes y una densidad poblacional de 45,7 personas por km².

## Geografía
El municipio de Vergennes se encuentra ubicado en las coordenadas 42°58′48″N 85°22′37″O / 42.98000, -85.37694. Según la Oficina del Censo de los Estados Unidos, el municipio tiene una superficie total de 91.65 km², de la cual 89.32 km² corresponden a tierra firme y (2.55%) 2.34 km² es agua.

## Demografía
Según el censo de 2010, había 4189 personas residiendo en el municipio de Vergennes. La densidad de población era de 45,7 hab./km². De los 4189 habitantes, el municipio de Vergennes estaba compuesto por el 96.35% blancos, el 0.86% eran afroamericanos, el 0.12% eran amerindios, el 0.62% eran asiáticos, el 0.1% eran isleños del Pacífico, el 0.48% eran de otras razas y el 1.48% pertenecían a dos o más razas. Del total de la población el 1.77% eran hispanos o latinos de cualquier raza.